# Горбачёво-Михайловка
Горбачёво-Миха́йловка (укр. Горбачево-Михайлівка) — посёлок в Донецкой области. Находится под контролем самопровозглашённой Донецкой Народной Республики.
Административно подчиняется Моспинскому городскому совету Пролетарского района города Донецка.

## География
Посёлок расположен на левом берегу реки под названием Кальмиус. У Горбачёво-Михайловки в Кальмиус впадает река Грузская, вследствие чего Кальмиус становится значительное более полноводным.
Ближайшая железнодорожная станция: Моспино.
Возле поселка находится железнодорожная станция Менчугово на линии Ясиноватая—Новый Свет. Площадь посёлка — 0,77 км кв.

#### Соседние населённые пункты по сторонам света
С: Гришки
СЗ: Павлоградское, Ларино (все выше по течению Кальмиуса), Темрюк
СВ: город Моспино
З: Придорожное, Менчугово, Калинина (все выше по течению Кальмиуса)
В: Бирюки
ЮЗ: —
ЮВ: Вербовая Балка, Светлое
Ю: Кирово, Новый Свет (ниже по течению Кальмиуса)

## История

### Причины заселения земель
Первые заселения появляются на кальмиусских берегах 5—6 тысяч лет назад. Всё последующее время на этих степях жили киммерийцы, скифы, сарматские народы, готы, протоболгары, хазары, печенеги, половцы и славяне.
Царские скифы освоили водный путь из своего торгового города Гелона, расположенного в устье реки Самары, левого притока Днепра в озеро Меотиду (Азовское море). Этот путь пролегал вверх по Самаре, её притоку Волчьей и далее в Кальмиус (по притоку Береснеговый, в 3 км южнее от посёлка). Позднее этим путём пользовались запорожские казаки. Так как он был безопасным и проходил вдали от Крымского полуострова, где их всегда поджидали татары.
Место битвы русского князя Игоря с половцами на реке Каялы (Кальмиус) — при впадении в Кальмиус справа р. Камышевахи (ниже пгт. Старобешево, что в 12 км южнее посёлка).
Двадцать семь веков, от племен бронзового века до средневековых половцев, степняки возводили в Донбассе погребальные курганы — земляные насыпи, на пологие горбы которых кипчаки водружали известковые изваяния — «каменные бабы» (от тюркского «бабай», сильный воин). Один из курганов был на нынешней улице Тимирязева, который при строительстве хат разровняли. Каменные бабы тоже были в посёлке, стояли во дворах, их насчитывалось — 3 или 4. Ближайшие — курганы Верблюжий и Маскаль (на восток от посёлка), а на правом берегу Кальмиуса — Высокая могила (на запад). В пределах ОВД на картах они именуются курганами, а уже в Екатеринославской губернии — могилами. И сейчас эти памятники древней культуры можно найти на современных картах. Даже в советские времена их практически не трогали, а вспахивали вокруг.
В начале XIII века войска монголов преследовали половцев, которые попросили защиты у русских князей. Три сильнейших князя Руси, три Мстислава — Галичский, прозванный Удалым, Киевский и Черниговский — собрав свои рати, решили защитить половцев. На реке Калке (река Кальчик — приток Кальмиуса) 31 мая 1223 года монголо-татарские орды разбили половцев и войска пришедших к ним на помощь князей Киевской Руси. В последующие столетия, вплоть до середины XVI века прикальмиусские земли оставались почти безлюдными. Там не было оседлого населения. Появлялись то крымские татары, то кочевники-ногайцы и калмыки. Эти земли были составной частью Дикого поля, занимавшего значительную территорию — все междуречье Днепра и Дона от Северского Донца и до Азовского побережья. В середине XV века значительная часть земель Дикого поля была присоединена к Крымскому ханству, попавшему вскоре в зависимость от Османской империи.
Крымские и ногайские татары совершали грабительские набеги на южные районы России.
8 апреля 1579 года русское правительство специально организовывает в Диком поле погранично-сторожевую службу и формирует подвижные отряды для патрулирования по степным шляхам от Дона и Миуса до Кальмиуса и Самары для охраны дорог.
Заселение этого края началось после начала Хмельничины (1648—1654 годы), когда от ужасов войны на эти земли бежали крестьяне с Правобережной Украины. Новопоселенцы изучали недра донецкого бассейна: добывали соль. Запорожцы ездили в эти края за солью. Появился «солоный шлях» (чумацький). На пути по Кальмиусу в Самару в конце XVI — начале XVII века появляется ряд запорожских пикетов и зимовников, переросших со временем в крупные поселения.
Конец XVI — первая половина XVII века ознаменовались целым рядом морских походов запорожских казаков (иногда совместных с донскими казаками) против Крымского ханства и Турции.
Усилилось во время войны продвижение на территорию современной Донецкой области донских казаков, участвовавших в военных операциях. В середине XVII вв. донские казаки присягнули на верность русскому царю, а затем его преемникам. Появился донской войсковой округ. Донские казаки вошли в состав Российской империи на особых условиях. Самой емкой иллюстрацией «донских понятий» всегда служила знаменитая поговорка «С Дона выдачи нет!». Любой беглый мог найти здесь укрытие — и, по исконным традициям, никто не имел права требовать его возвращения. Понятно, что казацкая автономия с хорошо развитым самоуправлением, рождавшим своеволие и своенравие, раздражала царскую систему. Постепенно за XVIII век они лишались своих полномочий, но, в отличие от запорожских казаков, не были ликвидированы Екатериной II.
После войны согласно Белградскому договору 1739 года российско-турецкая граница была перенесена на побережье Азовского моря. Азов и Таганрог возвращены России. А до этого всё это считалось турецкой территорией. За 40-е года XVIII века сохранилось много актов, в которых казацкие старшины просили у войскового правительства сделать землянки для рыболовства. Устраивали землянки — мазанки при речках, балках с источниками, чтобы можно было обеспечить скот не только травами, но и водой на протяжении всего года. Фактически целый год скот пасся в степи, сена заготавливали немного, только на случай снежных заносов и больших морозов.
Казакам разрешался свободный вылов рыбы в Азовском море, что и послужило причиной столкновений между донскими и запорожскими казаками. Чтобы избежать непредвиденных инцидентов между ними, Сенат 30 апреля 1746 года принял решение установить границу между Войском Донским и Запорожским по реке Кальмиус. С того времени левая сторона Кальмиуса считалась донской, а правая — запорожской. Но, несмотря на принятые правительством Российской империи меры, в 1749—1758 годов вражда вспыхнула вновь. Все успокоилось только после того, как Екатерина II ликвидировала Запорожскую Сечь в 1775 году.
Эта граница как рубеж между областью Войска Донского и областью Войска Запорожского, а позднее Екатеринославской губернией сохранялась до самой революции.
Когда ногайцы в 1768 году напали на кальмиуссовскую паланку, то часть крестьян бежало на земли донских казаков и там основало несколько хуторов. Нападение ногайцев периодически продолжались ещё 100 лет, пока в 1855 году Крым окончательно не перешёл в состав Российской империи.
В результате русско-турецкой войны 1768—74 годов турки и татары были вытеснены из приазовских степей.
По мирному договору 1774 года Приазовье вошло в состав Российской империи. После этого началось довольно быстрое заселение Дикого поля. Колонизируя отвоёванные территории, царское правительство раздавало право на пользование землёй помещикам, чиновникам и офицерам, пригласило немецких колонистов. Немецкие колонисты приезжали в Приазовье и под Екатеринослав с 1788 года по 1810 год. Осваивать целинные земли было трудно всем. Немцы отличались особенным трудолюбием и внесли немалый вклад в развитие всех сфер жизнедеятельности, особенно в хозяйственной и культурной. Достаточно сказать о том, что выращивание озимой пшеницы в наших краях — заслуга именно немецких земледельцев. В засушливые годы благодаря упорному труду и сплоченности, умению адаптироваться в новой географической среде они получали хороший урожай зерновых. Распаханную степь необходимо было защитить от эрозии почвы, и поселенцы стали обсаживать свои поля лесопосадками. Первыми это начали делать немцы.
Чтобы подорвать экономические позиции крымского хана после Кючук-Кайнарджийского договора, царское правительство предложило крымским христианам переселиться в пределы России. Окончательно места их расселения были выделены ордером Г. Потемкина. Расселение греков, молдаван и грузин в междуречье Кальмиуса, Берды и Волчьей осуществлялось в 1780 году.

### Вотчина Горбачёвых
Правительство щедро раздавало свободные земли под так называемые «ранговые дачи». Представитель донской казацкой старшины Горбачёв Михаил принимал участие и отличился в боях во время петровских походов на Азов. Он получил надел земли в 2183 десятин на восток от слияния рек Кальмиуса и Грузской, и дворянство. Но во владения новыми землями вступил его сын Горбачёв Василий Михайлович, родившийся в 1779 году. На атласе Теврюнникова от 1797 года в этой местности указано два поселения Горбачёвъ. В сборнике заселения Миусского округа (Ив. Сулин, 1905 год) указано, что на картах посёлок Горбачёвъ (Михайловский) появился около 1806 года, но точной даты заселения неизвестно. До 1802 года эта территория никакого административного управления не имела, а считалась войсковой землёй Войска Донского. В этом же году было учреждено Миусское сыскное начальство, первоначально в слободе Большой Кирсановке, которое осуществляло военное и гражданское управление в округе. Такое же начальство, из-за малочисленности населения, было ещё в округе Ростова-на-Дону. В остальных же 7-ми округах управление осуществлял атаман. А с 1835 года территория стала относится к Троицко-Харцизской волости Миусского округа (Таганрогского с 1888 года) Области Войска Донского.
Согласно карте межевания земель и описи «дач»: земля Горбачёва Василия тянулась от впадения Грузской в Кальмиус и узкой полосой шириной 1,5—2 км (до современной «Собачёвки»), уходило в сторону истока балки Карачурино (вдоль посёлка Бирюки и заканчиваясь у села Михайловка). А на правом берегу Грузской, вдоль балки Кисличей, захватывая современный «Артём» до балки (на ул. Колхозной и Тореза), в сторону нынешней П/ф «Моспино» были земли Горбачёвой (Рутченко) Евдокии Алексеевны, жены Горбачёва. Позднее эта земля была продана Грековым, который и раньше соседствовал здесь и имел земли от современной улицы Колхозной (ограниченной там, где проезд под железнодорожной насыпью) и дальше даже за земли Горбачёвой. Здесь было дача Грекова — Александро-Тимофеевская. Потом Греков построил дом и посадил сад там, где приток Кисличий впадает в Грузскую (это место и сейчас называется — «Греков сад») и продал часть своих земель Розбаю. Вообще земель Грековым в округе было выдано много. С землями Горбачёва Василия Михайловича соседствовали 1875 десятин, выданные вдове коллежского асессора Горбачева Фёдора — Калисте Горбачёвой. Они располагались от балки Самарской до балки Чудная и заканчивалась у балки Карачурина. Поселение или дача, расположенная близ совхоза «Буденовский», называлось — Нежданное. Поэтому на старых картах до середины XIX века значится два поселения Горбачёвъ. И всё же можно предположить, что второе название «по батюшке» прикрепилось со времени к посёлку, поскольку существовали поселения других Горбачёвых. Впоследствии земли в округе перепродавались и менялись владельцы. Горбачёв Василий арендовал ещё 5000 десятин земли для выпаса овец, а уже потомки Горбачёва продавали часть своей земли для постройки дома или оставшуюся по наследству землю продавали и уезжали в другие места.
Горбачёв Василий построил большой помещичий глинобитный дом возле Кальмиуса, подворье было большое, большая людская на три комнаты, где жили дворовые люди, посреди кухни большая печь, кладовые, каретник, конюшня для выездных лошадей, амбар, погреба, ледник. Дальше шел сад, в самом конце возле реки была баня. Первые Горбачевы похоронены на «панском кладбище», которое сейчас находится напротив парка по улице Кальмиусовской. Как и в былые времена, предпочтения отдавалось скотоводству, а точнее разведению овец. Василий вел хорошо хозяйство, овец было очень много. Продавали их отарами в Таганрог и Харьков. Крестьяне преимущественно были чабанами (пастухами).
Сразу в Горбачево поселилось 7 семейств (дворов): Ключко, Стрельченко, Пичко, Конопленко, Дубровы, Коваленко (вероятно, это те, которых привезли Горбачевы) и была усадьба Горбачевых. Считается, что они приехали сюда из Яика (Урала). Потом к ним прибились Чернявские, бежавшие от поляков и Самарские, привезённые Грековым.
В донское войско Василий Горбачёв попал, как и полагалось мужскому населению его сословия, в 14—15 лет. А к началу Отечественной войны дослужился до сотника. В 1821 году он был возведён в войсковые старшины и назначен Миусским сыскным начальником. За поимку банды Загорина получил Орден святой Анны. На тот же период приходится большое количество крестьянских восстаний в округе. Но сведений о таковых в Горбачёво нет.
Горбачёв Василий женился на Евдокии Алексеевне Рутченко. У них было 12 детей.
Младший сын Фёдор (1833 года рождения) дослужился до есаула, женился на Дарье Николаевне Нестеровой и в Бахмутовском уезде основали хутор Дарьино Поле. А в XX веке на этих землях был открыт Лиидиевский рудник.
По переписи населения 1873 года в посёлке Горбачевъ-Михайловъ, располагающийся в 90 верстах от окружной станицы и 18 верстах от Николаевской железнодорожной станции, имел 59 дворов, где проживали 218 мужчин и 214 женщин. Хозяйство составляло: 6 плугов, 17 лошадей, 28 пар волов, 62 особи другого рогатого скота и 300 овец. В волости это было самое большое поселение после слободы Троицко-Харцизской.
После смерти Василия Горбачева хозяйствовать стал самый младший сын Евгений (1836 года рождения). Овец стало меньше. Отдавали предпочтение земледелию. Он женился на горничной Ксении Стрельченко. У них родилось пятеро детей, которым при рождении была дана фамилия Стрельцовы. 28 августа 1896 года Дворянское Депутатское собрание причислила троих из них к фамилии Горбачёвых.
По первой Всероссийской переписи населения 1897 года в Горбачевъ было 43 семьи (двора), кроме дворовых. Евгений Васильевич выделил детям (Анне, Даниилу, Гавриилу, Андрею и Василию) по 200 десятин земли и уехал в Макеевку, остальную сдавал в аренду.

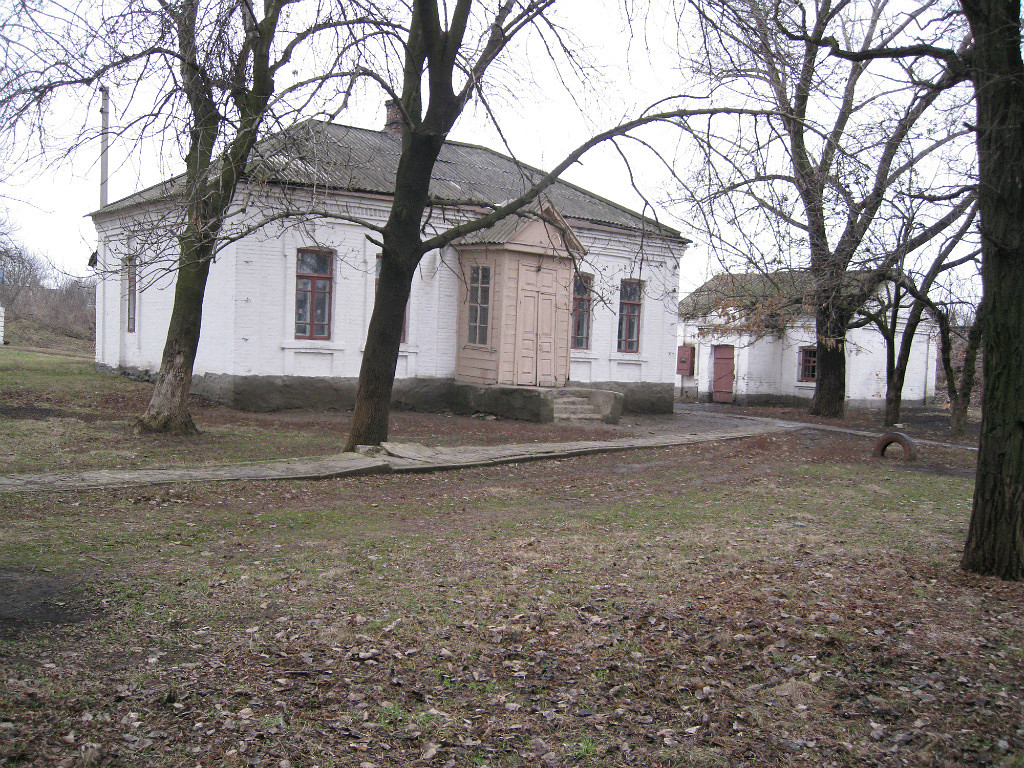
Дом Гавриила Евгеньевича Горбачёва. Сейчас тут размещаются начальные классы школы № 146

Старший из братьев, Гавриил Горбачёв, родился 26 марта 1863 года. Именно ему принадлежит честь создания Макеевской рудничной больницы. Гавриил Евгеньевич начал строить дом в 1912 году. Снес старый глинобитный помещичий дом, снесли все старые постройки. Живя в Горбачево-Михайловке, ездил экипажем на службу в посёлок Дмитриевский (г. Макеевка). Был известным врачом, а сам умер от «сибирки» в июне 1924 году. В советские времена в его доме разместили школу (пока строили новую), затем был детский садик, затем роддом и снова детский садик. Сейчас в нём снова располагаются несколько классов начальной школы средней образовательной школы № 146.

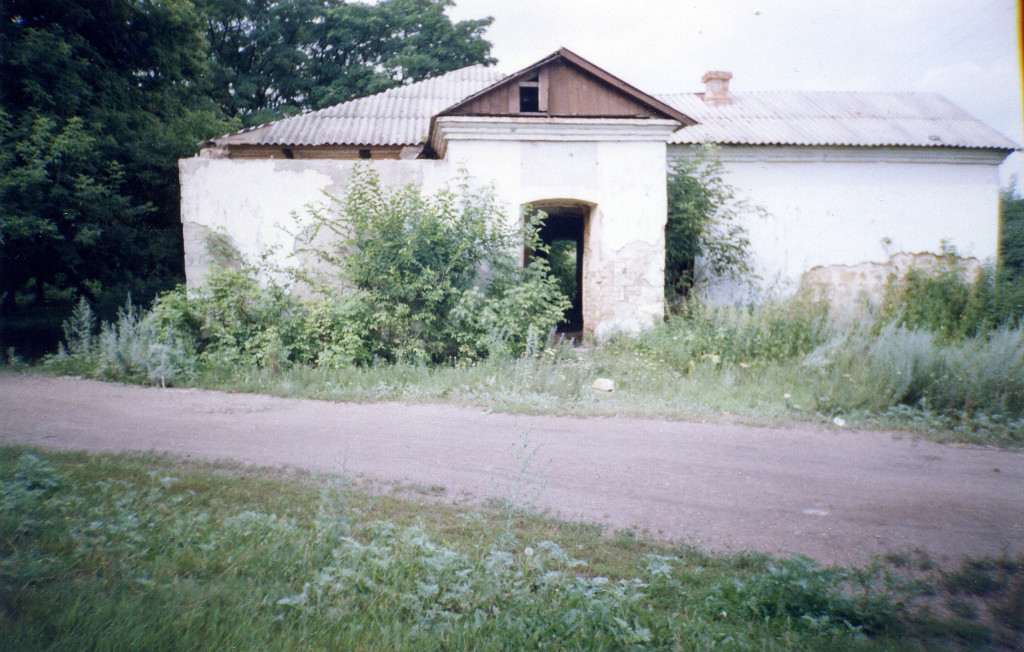
Бывший дом Василия Евгеньевича Горбачёва. Первое десятилетие 21 века

Средний брат, Василий Горбачёв, родился 15 августа 1865 года. Он поступал на медицинский факультет, но окончил горный факультет и работал горным инженером (штейгером). Василий Евгеньевич при постройке дома (сейчас Клуб, ниже почты) тоже продал 150 десятин земли, но в советские времена дом этот у него отобрали. Был у него и свой магазин, ныне он используется как школьные мастерские (наверху, на улице Кальмиуссовская). Он уехал в город Макеевку, где работал на шахтах, а выйдя на пенсию, поселился в городе Моспино. Дети его умерли от болезней в 1916—1917 году. А сам умер в 1942 году, похоронен в своем саду в Горбачево, там же похоронены и его пятеро детей.

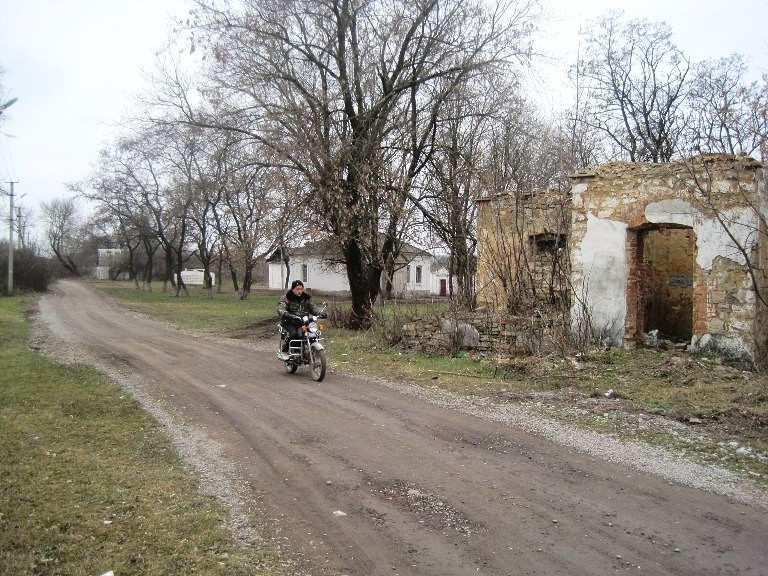
Современность. Бывший дом Василия, а за ним Гавриила Горбачёвых

Младший брат, Андрей Горбачёв, родился 30 ноября 1867 года, также окончил медицинский факультет, а после уехал в Харьков.
Анна Стрельцова (1855 года рождения) продала землю и вышла замуж за англичанина — фабриканта Кертуга.
Хозяйничал в старом доме Горбачевых, после отъезда отца, Даниил Стрельцов (1853 года рождения). В старом доме осталось 5 человек дворовых. В 1908 году Даниил Евгеньевич начал строить дом на том месте, где были конюшни для рабочих лошадей (за переездом на Кальмиусовской, ближе к Грузской). В 1909 году Даниил Евгеньевич перешел в новый дом. В нём было 5 комнат и лавка (магазин). В доме было три входа: парадный, хозяйственный и в лавку. В магазине были все товары: продуктовые «москательные», винные. Даниил Евгеньевич тоже женился на горничной Елене Лыгиной, когда уже были все шестеро детей. Они и являются потомками Горбачева. В 1913 году умерла его жена, а в 1914 году Даниил попал под поезд и его не успели спасти. После смерти Даниила Евгеньевича Таганрогский опекунский совет назначил опекуном детей, Василия Евгеньевича Горбачева. Впоследствии двое из Стрельцовых эмигрировали. Двое попали под репрессии, и один из них, Лев Данилович Стрельцов, вернулся из лагерей и продолжал жить в Горбачёво-Михайловке.
В 1895 году была построена железная дорога, проходящая рядом с посёлком Горбачёвых до Иловайска и Макеевки. Железную дорогу проложили по землям Грековых, под насыпью с пересечением дорог построили тоннели, а через балку Кисличью построили «трёхтрубный» мост. Болгары появились в начале 1900 годов, взяли земли по берегам Кальмиуса и Грузской. Землю покупали жители Горбачево. Например, к 1917 году у некоторых было уже 120 десятин земли. Община собрала консервную баночку золота и несколько сельчан поехали в Ростов платить за землю. Деньги там взяли, но сказали, что земля уже, наверное, их не будет. В советские времена тех, кто не сбежали — раскулачили. Помещик Греков, после революции, эмигрировал в Канаду. К Горбачёвым сложилось положительное отношение со стороны жителей. Когда в 30-е годы XX века посёлок хотели переименовать, то жители воспротивились, так как «помещик был добрым, сдавал землю в аренду на выгодных условиях».

### Посёлок Горбачёвъ во второй половине XIX века

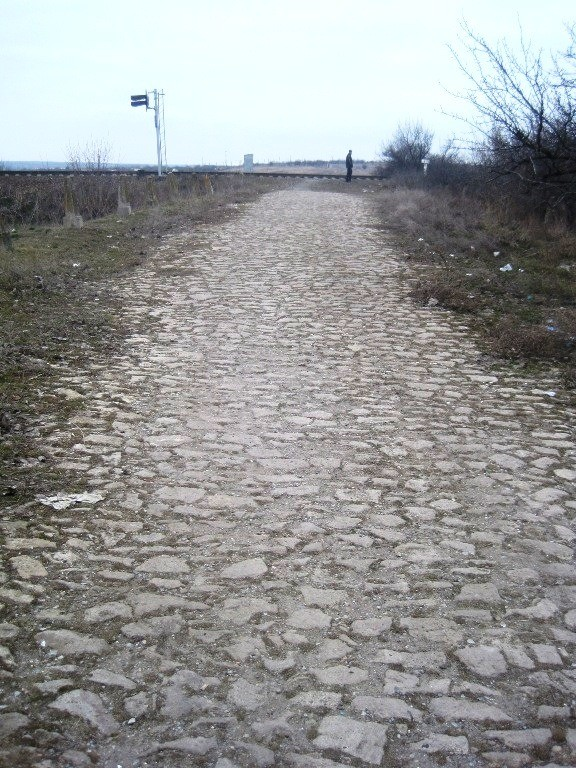
Каменная дорога на греблю через железную дорогу от улицы Кальмиуссовская

Если перенестись в то время (во вторую половину XIX века), можно представить, что видел путник, двигающийся «чумацким шляхом» вдоль долины реки Кальмиус через посёлок Горбачёвъ, в сторону Таганрога в Область Войска Донского, в землю чужеродную, но доступную, без всяких кордонов, таможенных постов и всё же Российскую Империю. Двигаясь на карете или лошади, перед Горбачёво, ещё в пределах Екатеринославской губернии, слева проплывало село Григорьевка (сейчас посёлок Придорожное) с глинобитными домами и ветряной мельницей, а справа, уже позади, бугры (Высокая могила, возвышающаяся до 90 метров), которые имели более крутые склоны, чем на левом берегу реки. Близ брода бугры переходили в густой сухой кустарник. После очередного извила реки представало взору само поселение Горбачевъ. За рекой, слева от брода через Кальмиус и «чумацкого шляха», виднелся большой глинобитный дом Горбачёвых с садом, а за ним вверх на бугор хаты да землянки (место именовалось «Краянка»), на краю балки (сейчас это балка и бугры возле улицы Клубная), по которой проходил «шлях» уже на территории Донских казаков. Справа на бугре этой балки полвека назад располагался Первый казачий пост урядника Михайлова. Левее помещичьего дома была видна линия дамбы притока Кальмиуса реки Грузская и её водопад в устье с водяной мельницей. А за дамбой, уже вдоль Грузской, сад Чернявских, улица с землянками, домами, огородами и садами (именуемая «Кашпоровка»). Ранее Грузская впадала в Кальмиус несколькими рукавами, но при появлении здесь поселения их стали пересыпать, а для оттока воды прорубили в каменной скале (возле правого рукава, где сейчас железнодорожный мост) — канал, таким образом образовался водопад. Перед греблей (плотиной, или дамбой) сделали ставок, а на «круче» — водяную мельницу на 2 колеса (в 1917 году при наводнении мельницу снесло). На гребле сделали мост, на мосту шлюз для спуска воды на мельницу и перекрытия её. На самом бугру за посёлком крутилась ветряная мельница. Минуя брод через Кальмиус, слева было видно «панськи бани», сад, корчму у дороги (там Горбачёв набирал себе работников) и много других хозпостроек. За балкой развилка: налево в посёлок, а направо — на юг на Бешевъ. Дороги эти и сейчас сохранились. Поднявшись вверх по балочке на бугор, мимо землянок пастухов и «кошар» овец, путник хорошо видел всю округу: долину реки Грузская, уходящую дальше к Усть-Очеретинский (сейчас город Моспино), а вдоль неё дорога между посёлками, поселения и сады помещика Грекова на правом берегу Грузской, поселения немецких колонистов там же у реки, вдали на левом берегу ещё на землях Горбачёва у балки Самарская — птичню, а вперёд на восток и на юг бескрайние лесостепи донских казаков. Здесь же когда-то располагался второй казачий пост.

### XX век. Советские времена
В 20-х годах после революции, гражданской войны, неурожая 1921 года, Российская империя канула в лету. Всё круто изменилось. В результате первой же большевистской административной реформы Область Войска Донского исчезла как факт географии. Чуть позже исчезло казачество как класс. Никаких оснований для размежевания берегов Кальмиуса больше не оставалось. И в 1926 году Донскую сторону присоединили к Юзовке (впоследствии Сталино, а с 1961 года — Донецк). На картах посёлок уже всегда называется — Горбачёво-Михайловка.
С приходом советской власти люди приспосабливались жить по-другому. В округе открывались колхозы и совхозы. В 1929 году в Горбачёво-Михайловки открылась 7-летняя школа (сейчас СОШ № 146). Заселялась улица Сельскохозяйственная (район именуемый «Собачёвкой»). Эти земли ранее не относились к Горбачёву, а именовались «Петровские пустоши». Особенно бурно развивалось всё предвоенные и послевоенные годы. Усть-Очеретинский (Моспино) городок шахтерский, а вокруг уже начинается сельскохозяйственный кусок Донецкой области. Горбачёво-Михайловка как раз и располагалось уже в сельскохозяйственной части. Ближайшую шахту делали в Сербино. Был рудник около нынешнего посёлка Придорожное. Лазы в рудник были в скале около станции Менчугово. Ближайшие шахты по нынешним временам: шахта «Моспино» в 10 км, и 20-я шахта также в 11 км (на окраине г. Донецка). Сюда приезжали из других районов, искали работу и селились. Война пришла в Горбачёво-Михайловку в октябре 1941 года. Многие верили в Красную Армию и поэтому не эвакуировались. Уезжали или убегали в соседние сёла в последний момент под бомбёжками. Мужчины уходили камышами в более спокойные районы, так как полицаи из местных (их было четверо) сдавали как коммунистов. Женщины прятались от попыток немцев забрать их в трудовые лагеря. Потом пришедшие румыны заставляли их работать на полях.
Здесь были достаточно сильные бои, особенно во время наступательных операций 1943 года. Напротив Клуба (дома Василия Евгеньевича Горбачёва) установлен мемориал павшим воинам, который в конце 80-х годов реставрировался. Само же захоронение находится на кладбище.

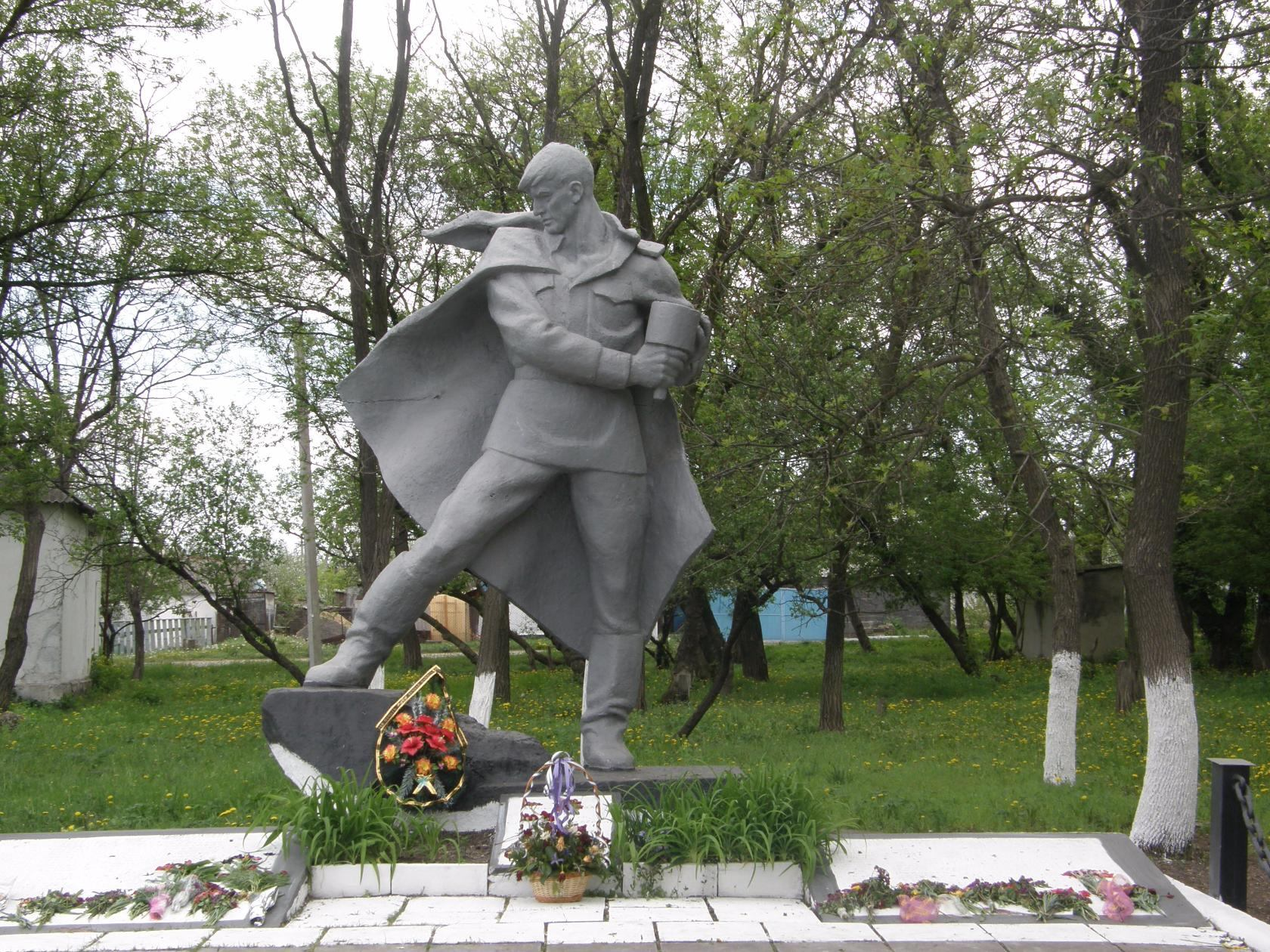
Современный памятник на улице Клубной

В начале сентября корпуса Юго-западного фронта под командованием Малиновского и Толбухина после прорыва Миусского фронта двинулись в направлении Сталино. 4 сентября 2-й гвардейский механизированный корпус и 13 гвардейский стрелковый корпус расположился на высотах у поселков Новострой (ныне Новодворское) и Карачурино (ныне Светлое). Части 151-й Стрелковой дивизии под командованием генерал-майора Подшивайло Д. П. расположились в окружных селах: 683 стрелковый полк близ колхоза Даниловский (с. Михайловка), 583 стрелковый полк и 626 стрелковый полк в селе Вербовский (ныне Вербовая балка). 17 танковая дивизия и 258 пехотная дивизия вермахта (группы армии Юг, Э. Манштейна) отошли к реке Грузская и Кальмиус и заняли мощный оборонительный рубеж на их правом берегу. Позиции вермахта располагались на буграх, там, где Высокая могила. 626 сп совершил марш и расположился между Немецкой колонкой и Горбачёво по балке Самарская. 5 сентября весь день велась усиленная разведка у поселков Горбачёво, Моспино и Новый Свет. Здесь саперы начали сооружать переправы через Кальмиус и проходы через минные поля. 626 сп, пытаясь отрезать отходящие силы противника, в 10.30 начал наступление на высоту 202.5, но усиленный артобстрел и авианалёт сковал наступление и полк закрепился на удалении 600—900 метров восточнее Кальмиуса. 353 артиллерийский полк (ап) занял боевой порядок у села Новострой. 683 сп в 12.00 получил приказ наступать в направлении высоты 172.8 (выше с. Гришки) через Немецкую колонку. В 14.00 противник открыл плотный артминометный обстрел, а также из закопанного танка на высоте, и наступление остановилось до 20.00. 3 батальон 581 сп (стрелковый полк) капитана Ефимова вышел к высоте 149.6 (песочный карьер) и готов был овладеть Горбачёво, но противник оказал мощное сопротивление и оказавшийся в огненном мешке батальон понёс потери (у хутора Штрубино, западнее с. Вербовой балки). 6 сентября 353 ап поддерживал огнём наступающие полки у Горбачёво. В результате были рассеяны порядки пехоты и наступление 10 танков, уничтожена минометная батарея у Немецкой колонки, 2 артбатареи и склад боеприпасов (по сводкам расход боеприпасов: 76 мм — 637 и 122 мм — 240). В течение дня 6 сентября 626 сп дважды пытался наступать, но успеха не имел. В результате мощного артминометного обстрела полк понёс большие потери, в том числе было убито 4 офицера (они и похоронены в братской могиле в Горбачёво). 6 и 7 сентября 581 сп был направлен на освобождение Моспино. 683 сп к 19.00 продвинулся до Немецкой колонки. Но в 21.00 было получено распоряжение сформировать 3 батальона и двигаться в направлении Грузско-Ломовский. Противник в составе танковых и пехотных дивизий отошёл на западный берег рек Кальмиуса и Грузской. 6 сентября 1943 года, в упорных и ожесточенных боях уничтожая моспинские «крабы», было освобождено Моспино, но в районе сел Кошелев и Сербино бои продолжались до 7 сентября. 7 сентября 3 стрелковый батальон 581 сп занял рубежи левее высоты 149.6 (хутор Штрубино) и правый фланг обороны у Немецкой колонки. Другим частям был дан приказ выйти к Сталино юго-западнее через Авдотьино и Пролетарская. 353 ап передислацировался в район Нового Света. 8 сентября военные части РККА вошли в Сталино через Чулковку и Алексеевку. 683 сп получил приказ наступать на Ларино. Части получали приказ двигаться на юг и замкнуть Кальмиусовскую группировку в окружении, ударив в тыл. 8 сентября батальоны 581 сп после освобождения Немецкой колонки, к 17.00 вышли на западный берег Кальмиуса и одновременно освободили Горбачёво. К 20.00 река Кальмиус была форсирована и освобождено село Григорьевский (Менчугово). 626 сп до конца дня полностью взял под контроль Горбачёво и Григорьевский (Менчугово). Под натиском стрелковых полков, артиллерии и угрозы окружения 9 сентября в 2.00 противник оставил оборону и отступил южнее г. Стыла. Началось расширение плацдарма на восточном берегу Кальмиуса для последующего наступления в направлении Стылы. 9 сентября были освобождены Новоселовка, Обильное и Стыла. Противник поспешно отходил в сторону Волновахи… .
Впоследствии много местных мужчин присоединились к частям Красной Армии. Известно по крайней мере 19 человек, которые проявили доблесть, отвагу, получили медали в той войне и прошли её, а некоторые не вернулись. А сколько ещё было тех, кто исчез в хаосе начального периода войны.
В послевоенные годы посёлок восстанавливался, разрастался и изменялся. Теперь он уже отличался от того посёлка, что был в бытность донских казаков. Ещё оставался брод, но уже изменились дороги и исчез «чумацкий шлях».
На правом берегу Грузской ближе к Немецкой колонии работал колхоз имени Артёма. Возле него стали строить дома для рабочих. Образовалась улица Колхозная. На картах именуемое — Долинтерово. Позднее этот район был присоединен к Горбачёво-Михайловке.
В 1954 году близ пгт. Старобешево была заложена Старобешевская ГРЭС. И запущена в работу в 1958 году. Для обслуживания ГРЭС построено Старобешевское водохранилище. В результате была затоплена часть территорий и поднят уровень воды Кальмиуса и Грузской. Так был затоплен хутор Палкино и Новый свет. Водопад исчез. Из-за этого и сброса нечистых вод, со временем, вода в реках стала замуливаться, русла изменились. Строились дамбы на балке Кисличей, для полива полей. Тогда же была построена железнодорожная ветка от Менчугово в посёлок Новый Свет, который строился для рабочих ГРЭС. Была возведена железнодорожная насыпь через имение Горбачёвых, вплотную к бывшим домам Василия и Гавриила Евгеньевича.
В доме Даниила Горбачева разместили больницу: спальня, гостиная и лавка — из неё же и вход с улицы. Остальные комнаты с выходом во двор занимали председатель сельсовета. Парадный ход был закрыт. Из каретника сделали магазин. Амбар разрушили, летняя кухня и хозяйственные постройки стояли, пока не стали насыпать железную дорогу в 50-х годах. Когда построили больницу, дом освободился. А в 60—70 гг. его разобрали.
В 1955 году на должность председателя Горбачёвского сельсовета был избран Гаражий Анатолий Арсентьевич, приехавшего сюда в 1948 году из села Александринка (ныне Докучаевск, Донецкая область).
Но 27 сентября 1958 года город Моспино попал в административное подчинение к городу Сталино. Решение Сталинского облисполкома за номером 218 гласило: «Моспинский городской Совет Харцызского района передать в подчинение Сталинскому городскому Совету. Ликвидировать Горбачево-Михайловский сельский Совет…, передав его населенные пункты — села Горбачево-Михайловка, Гришки, Долинтерово, Камянка, Нижние Бирюки, Октябрьское, Темрюк в подчинение Моспинскому городскому Совету». С 1961 года посёлок Горбачёво-Михайловка находился в Пролетарском районе г. Донецка, то есть входил в Донецкую агломерацию, хотя и не входил в сам город.
В 1963 году Гаражий Анатолий Арсентьевич назначен на должность управляющего 3 отдела совхоза «Моспино» (по улице Вильямса), но в 1965 году переведен секретарём партбюро совхоза.

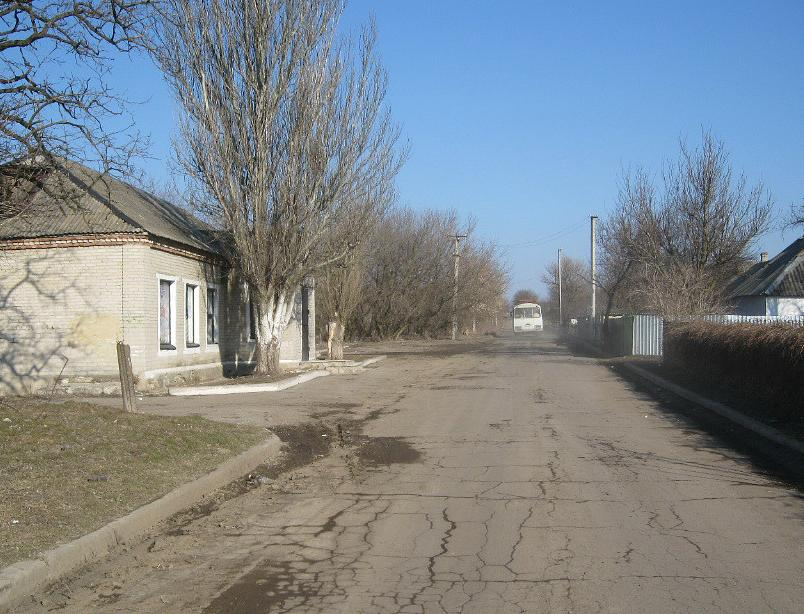
Магазин на улице Вильямса, близ конечной маршрутного автобуса № 143 и 69

Большой вклад в обустройство посёлка Горбачёво-Михайловка в условиях советского времени внёс Лысенко Пантелей Степанович, который в 1935 году приехал в посёлок из Александровки (ныне часть г. Донецка). С 1965 до 1975 года он был управляющим 3 отдела совхоза «Будённовский» (совхоз «Моспино», переименованный после открытия птицефабрики «Моспино»). Главная улица тогда была заасфальтирована, построен новый магазин возле клумбы конторы совхоза. Выйдя на пенсию, он продолжал работать кладовщиком до 1981 года.
В 1967 году был запущена только что построенная птицефабрика «Моспино» в 3 км на север от посёлка Горбачёво-Михайловка. Донецким Птицепромом директором был назначен Гаражий Анатолий Арсентьевич. Для рабочих птицефабрики строились дома по улице Колхозной до балки Кисличей и выше параллельно Колхозной, ближе к железной дороге, где образовалась улица Морриса Тореза (или просто Тореза). В 70—80-е гг. птицефабрика было передовым предприятием в сельхозсфере и шефствовало над районом в числе других крупных предприятий Моспино. В 50-е года теперь уже пгт. Горбачёво-Михайловка был электрифицирован, а с помощью птицефабрики появилась телефонная связь. Птицефабрика имела 5 бригад для выращивания курей, инкубатор, гаражи, столовая, АТС, медкабинет, сауна, спортзал и др. В конце 80-х годов строился новый корпус инкубационного цеха.

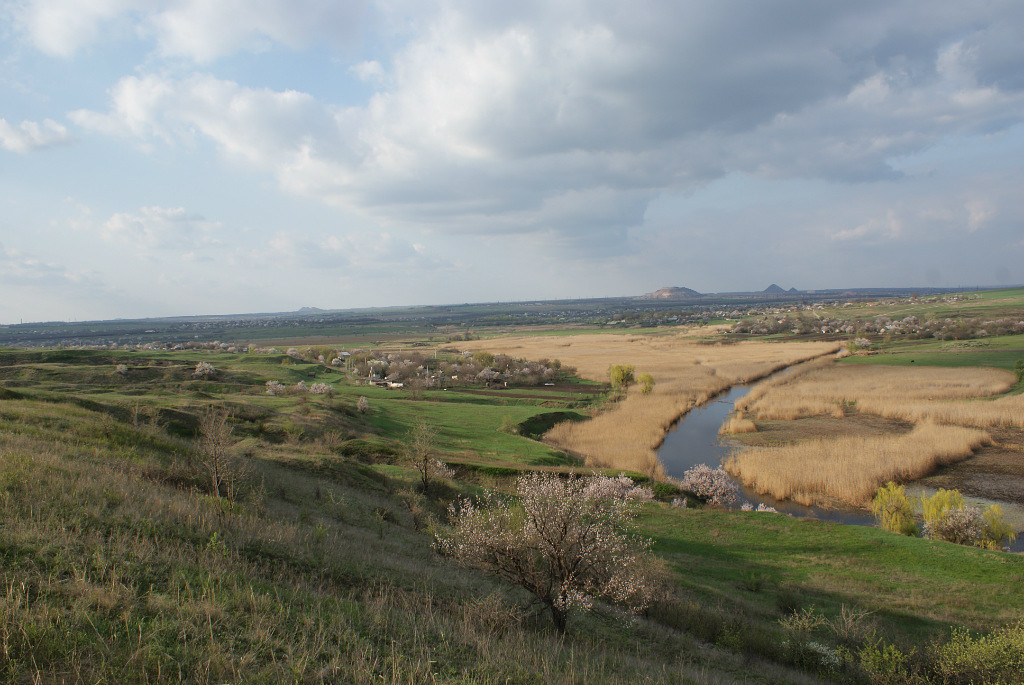
Панорама посёлка со стороны бугров на юго-запад от посёлка

Со станции «Будёновская» в г. Донецке, через Моспино, в посёлок ходил маршрутный автобус № 143. С Ясиноватой в Иловайск через Моспино ходил пассажирский дизель-поезд. От птицефабрики был пущен автобус для школьников, желающих учиться в моспинских школах, так как местная школа была восьмилеткой, а с 1957 года — десятилеткой. До этого для получения среднего образования приходилось ехать доучиваться либо в г. Моспино, либо в пгт. Новый Свет.

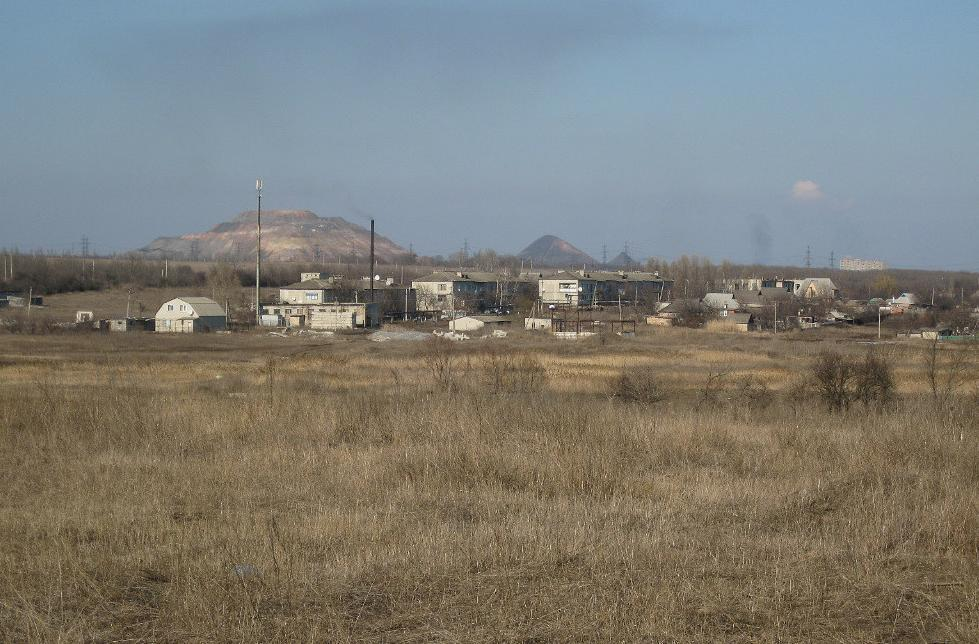
Улица Тореза и Колхозная. На горизонте 10-этажное здание города Моспино

К 80-м годам был готов план дальнейшего обустройства посёлка, особенно на землях между колхозом Артёма и балкой Кисличей. Этот район и сейчас называют просто — «Артём». Здесь предполагалось построить 5—6 двух-трёхэтажных домов на 16 квартир каждый, современный детский сад, магазин, футбольное поле, гаражный кооператив, централизованное отопление со своей котельной, подвезти газ и воду. К распаду СССР практически всё из этого удалось реализовать. Строительство двухэтажек велось уже после смерти Анатолия Арсентьевича в 1983 году. Директором птицефабрики до 1999 года был Смык В. М. В конце 80-х годов пришла перестройка, а следом распад СССР. Были построены 4 «двухэтажки», ряд одноэтажных домов, котельная и детский сад, заасфальтированы дороги, построено, но так и не запущена автономная подача газа, подведено централизованное водоснабжение (но только на этой стороне Грузской). А по соседству вдоль балки Кисличей поля стали раздаваться под дачи. Позднее здесь появился остановочный пункт «39 км» (именуемый «Калинка», располагается на бугру выше имения Грекова). В 1987 году посёлок пережил большое наводнение, после весеннего паводка. Часть домов у рек были разрушены. Вода подымалась до уровня моста по улице Тимирязева. До 1992 года велась очистка и расширение русла реки Грузская по всему течению. А для подъезда техники строились насыпные дороги из местной сланцевой породы. Таким образом появилась дорога возле «трёхтрубного» моста (до этого со стороны посёлка въезда в Греков сад не было). Этой же породой была засыпана часть балки между улицей Тореза и Колхозной. При постройке домов вскрылась сланцевая порода в виде больших речных камней, которые здесь называли «яйцами динозавров» (из-за характерной формы и размеров). В результате расчистки реки уровень воды немного опустился и исчезли болотистые луга. Тогда же были установлены железные пешеходные мосты, вместо деревянных. Со стороны Моспино тянулся газопровод. Но события 90-х годов, а именно распад СССР, внесли свои коррективы…

### Независимая Украина

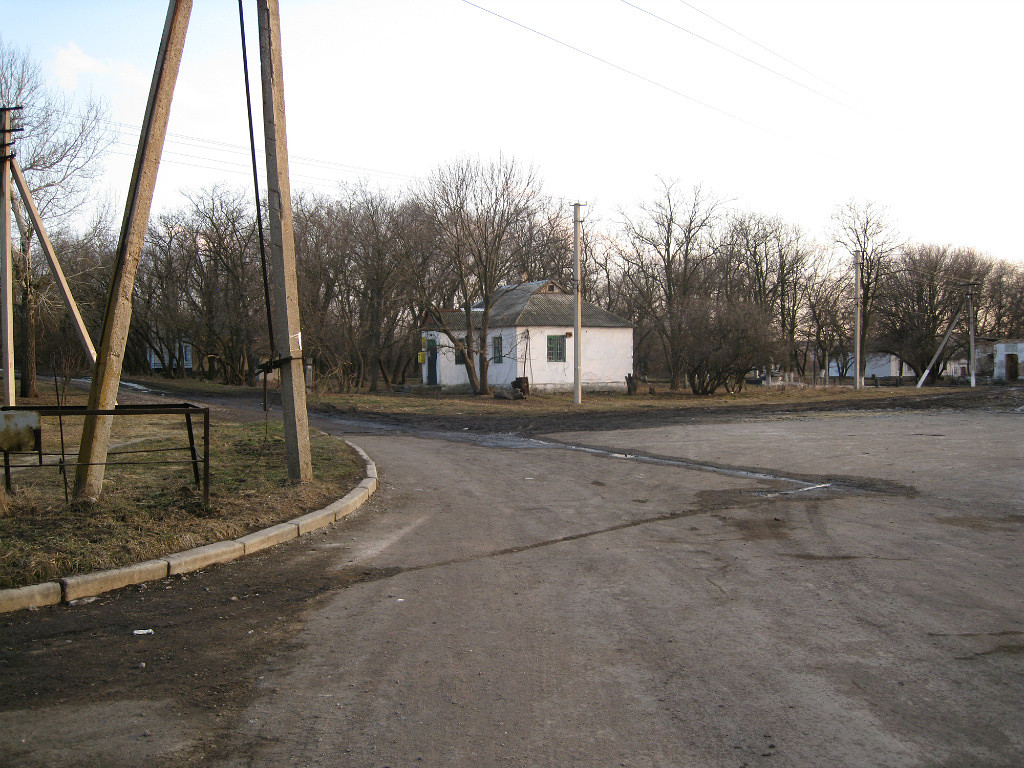
Почта. И конечная маршрутного автобуса № 33, на улице Кальмиуссовская

В начале «девяностых» перестал работать детский сад. Остановилось строительство новых домов. В 1995 году прекратил существование 3 отдел совхоза «Буденовский» и коровник этого же совхоза, именуемый «БАМ» (напротив немецкой колонки на левом берегу Грузской). В этом же году, по просьбам школьников 9 класса и при содействии директора школы Артёменко Людмилы Васильевны, в школе № 146 появились 10—11 классы. Теперь школа № 146 стала средней образовательной. В 1996 года птицефабрика «Моспино» остановила свою работу. Газопровод вскоре разобрали.
В 2000 гг. была подведена вода в колонки, что вскоре усилиями местных жителей переросло в централизованное водоснабжение всего пгт. Горбачёво-Михайловки. В 1999—2001 гг. были попытки реанимировать птицефабрику усилиями зарубежных инвесторов, но они не увенчались успехом. Из реорганизации птицефабрики перестала работать местная АТС и жители остались без связи до распространения в 2004 году мобильной сотовой связи.

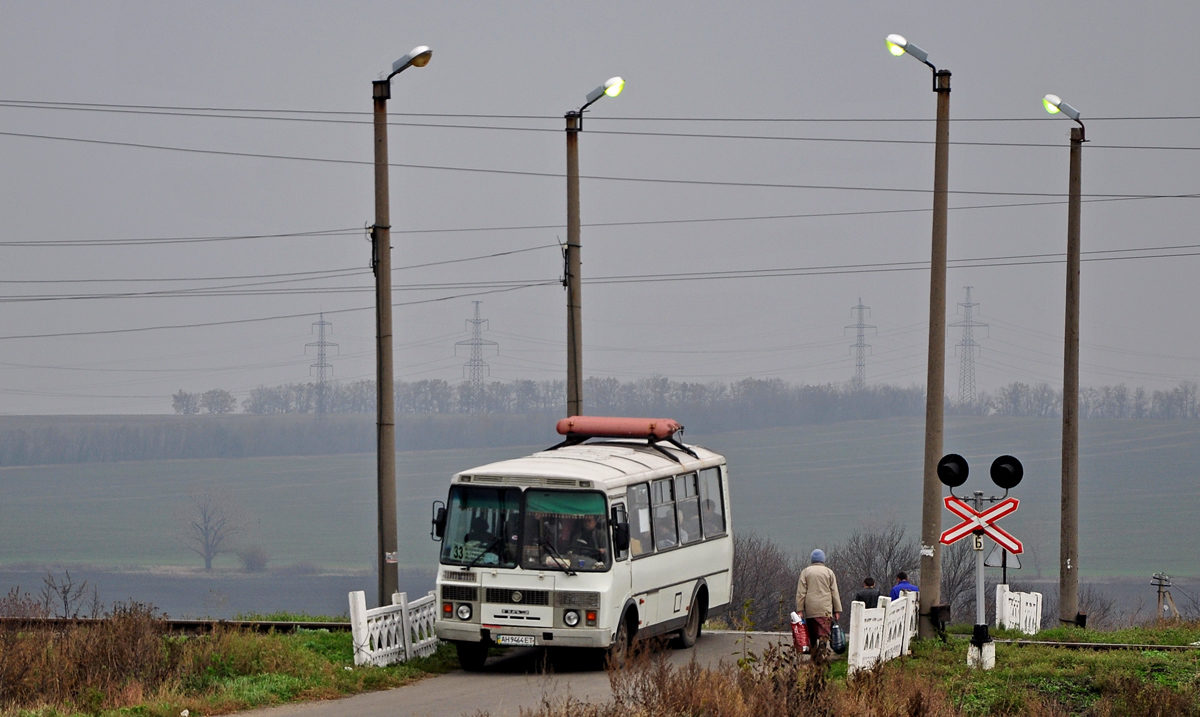
Железнодорожный переезд около остановочного пункта 41 км, севернее посёлка

В 2005 году сюда пришёл другой инвестор, который закупил новое оборудование, но изменил специализацию. Теперь это стала — свиноферма, которая работала до 2014 года. Была отремонтированы дороги, а дорожное полотно от посёлка Гришки до ост. п. «41 км» было заменено полностью. В середине 2000 гг. маршрут автобуса № 33 продлили от посёлка Гришки до железнодорожного переезда (ост. п. «41 км»), а позднее до почты в Горбачёво-Михайловке. С того периода здесь больше нет избирательного участка и когда приходят выборы, то организовывается автобус в посёлок Бирюки. Тогда же появилась стабильная сотовая связь, когда в округе и около котельной были установлены вышки с передатчиками, а в 2011 году с помощью провайдера радиоинтернета появился Интернет. Магазин Василия Горбачёва, в конце улицы Кальмиусовкой, какое-то время опять использовался по прямому назначению, но подвалы уже разрушены. В конце 2013 году было установлено и включено освещение большинства улиц. Весной-летом 2014 года же сюда пришли военные действия …. .

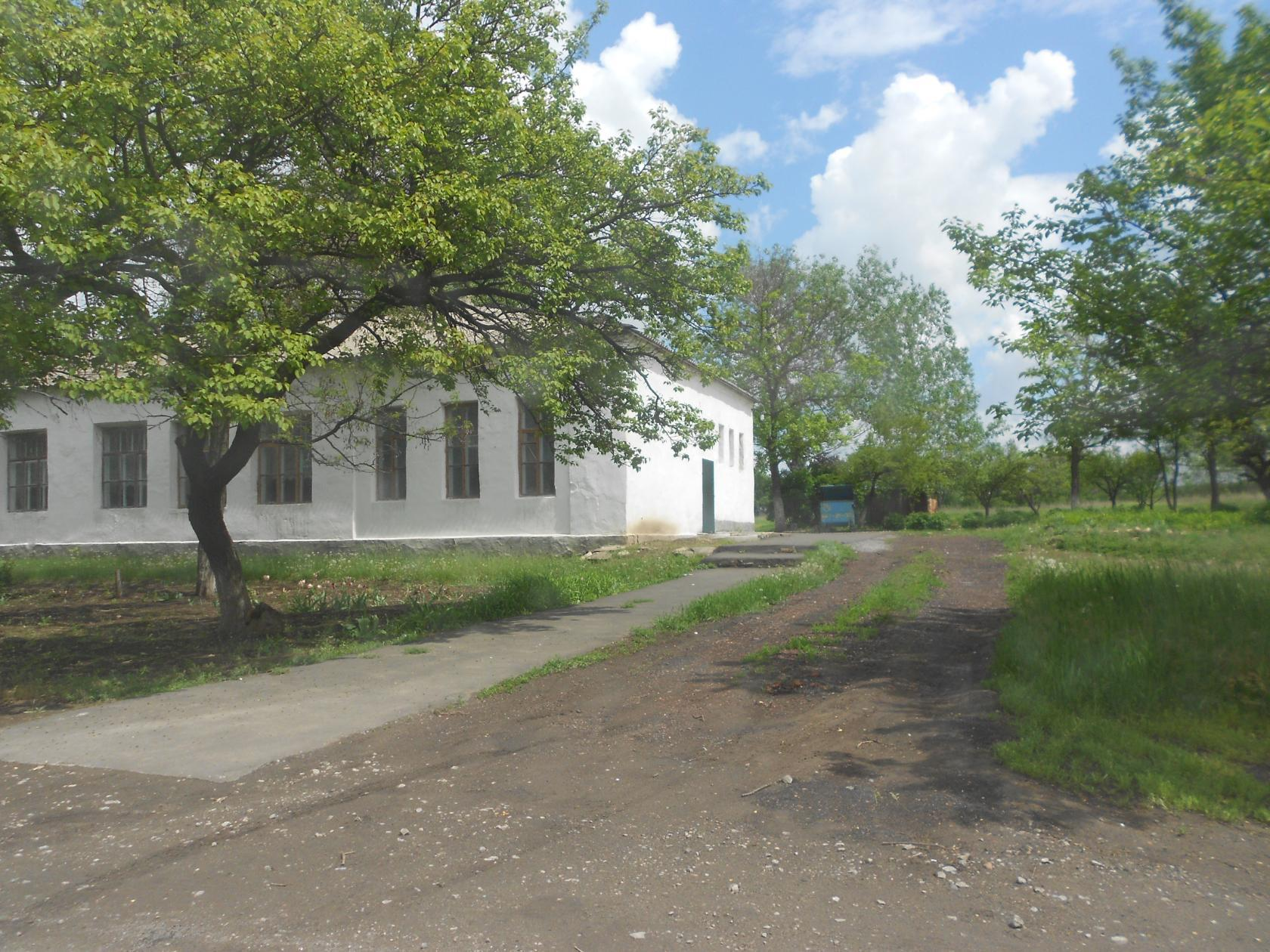
Средняя образовательная школа № 146, по улице Раздольная

В июле-августе 2014 года посёлок Горбачёво-Михайловка оказался опять (как и в 1943 году) на линии фронта. Самый тяжёлый оказался август. Часть домов пострадали от обстрелов, посёлок остались без света. Много жителей уезжало и часть вернулись после прекращения боевых действий. За последние 20 лет в посёлке исчезло много домов, ещё стоит полуразрушенный каретник и практически полностью разрушенный дом Василия Евгеньевича Горбачёва (бывший Клуб). А с середины 90-х годов разрушен дом Грекова, который был жилым до этого времени. Дом Гавриила Евгеньевича продолжает использоваться в качестве начальной школы. Пришёл в ветхость, простоявший пустым четверть века, детский сад. Администрация Моспинского совета при содействии местных жителей помогла организовать детскую площадку в парке перед начальной школой. На данный момент единственным социальным институтом в посёлке Горбачёво-Михайловка остаётся средняя образовательная школа № 146.

## Население
Численность населения.
| Год  | Количество населения |
| ---- | -------------------- |
| 1859 | 154                  |
| 1873 | 432                  |
| 1959 | 2512                 |
| 1970 | 1005                 |
| 1979 | 1013                 |
| 1989 | 1176                 |
| 1992 | 1200                 |
| 1998 | 1200                 |
| 2001 | 828                  |
| 2009 | 907                  |
| 2010 | 933                  |
| 2011 | 935                  |
| 2012 | 928                  |
| 2013 | 922                  |
| 2014 | 919                  |

## Известные люди
В Горбачёво-Михайловке родился Анатолий Алексеевич Мартыненко, герой социалистического труда, полный кавалер ордена Славы, кавалер орденов Ленина и Отечественной войны, медали «За отвагу». Медаль «За отвагу» он получил в мае 1944 года, когда, участвуя в боях при Пелешсинтлек (Венгрия), с танковым десантом перерезал шоссейную дорогу в тылу врага, и уничтожил 14 солдат и офицеров гитлеровцев. А ордены Славы II и III степени в 1945 году за уничтожение сил противника в составе разведроты. После войны жил и работал в городе Харцызск.
В Горбачево-Михайловке жил и учился в школе № 146 (1953—1958 гг.) Григорий Григорьевич Демиденко. Ныне — доктор исторических наук, профессор, Заслуженный профессор Национального юридического университета имени Ярослава Мудрого, гл. специалист НИИ гос. строительства и местного самоуправления Национальной академии правовых наук Украины (Харьков), автор 36 книг — учебников, хрестоматий, курсов лекций, а также научных и научно-популярных изданий, выпущенных в Москве (1976 г.), Братиславе (1979 г.), Киеве (1972,1973, 2019 гг.), Харькове (1995—2021 гг.). Среди них — «История учений о праве и государстве» (2010—2015 гг.); «Великий князь Руси Ярослав Мудрый: научВ.-попул. очерк» (2015—2021 гг.); «Думи і шляхи Тараса: наук.-попул. нарис» (2017 г.); «Правда Руська» Ярослава Мудрого: початок вітчизняного законодавства: навч. посіб." (2017, 2020); «Суд над Сократом: науч.-попул. очерк» (2018 г.); "Київська Русь: пам’ятки права (Х-ХІІІ ст.): тексти, переклади, коментарі "(у сппівавт.) (2020 г.); «Дивовижні життя і творчість Григорія Сковороди» (2021 г.) и др. Лауреат Премии имени Ярослава Мудрого (2016 г.). Награждён почетнім орденом Ярослава Мудрого ІІІ, ІІ степени (2010, 2015 гг.).
Среди жителей посёлок много фронтовиков, которые также были удостоены наград:
1. Самарский Алексей Афанасьевич (1910 г.р.), гв. рядовой, ездовой второй пулемётной роты 265 гв. сп 86 гв. сд 2 УкрФ. Медаль «За боевые заслуги» (14.04.1945). За своевременное обеспечение пулемётных точек боеприпасами в условиях обстрелов в Венгрии и Австрии.
2. Самарский Иван Афанасьевич (1903 г.р.), красноармеец, стрелок 4 стрелковой роты 41 сп 84 сд. Медаль «За боевые заслуги» (30.06.1945). При захвате в марте 1945 года плацдарма на левом берегу Драва (Югославия), отражая атаку противника уничтожил троих фашистов.
3. Самарский Анатолий Моисеевич (1926 г.р.), Орден Отечественной войны I степени (1985 г.).
4. Лысенко Пантелей Степанович (1915 г.р.), ефрейтор 263 сд 344 медикосанитарного батальона. Медаль «За отвагу» (17.05.1945), Орден Отечественной войны I степени (1985 г.). Работая шофёром автомобиля ГАЗ АА, перевёз 268 раненых, из них 145 тяжелораненных. Бесперебойно обеспечил электроосвещением операционную.
5. Рябошапка Андрей Макарович (1925 г.р.), рядовой, телефонист 335 орс 302 сд 60 А 1 УкрФ. Медаль «За отвагу» (16.08.1944). Обеспечивал связью командира при миномётном обстреле. Выдвигался на орден Красной звезды.
6. Рязанов Александр Константинович (1926 г.р.), гв. красноармеец, стрелок 2-го стрелкового батальона 231 гв. сп 75 гв. сд 1 БелФр. Медаль «За отвагу» (04.02.1945). При захвате позиций противника на высоте 115,2 в числе первых ворвался в траншеи и уничтожил фашистов.
7. Пичко Иван Никодимович (1924 г.р.), мл. сержант, красноармеец, разведчик связного штаба полка 865 ап 302 сд 60 А. Медаль «За отвагу» (09.04.1944). Обеспечивал связью с дивизией при взятии Тернополя.
8. Пичко Николай Никифорович (1917 г.р.), гв. ст. сержант, стрелок ручного пулемёта 1-го стрелкового батальона 241 гв. Сп. Медаль «За боевые заслуги» (11.02.1945). Медаль получил, будучи поваром 2-го стрелкового батальона, за обеспечение горячей пищей переднего края при сильном миномётном обстреле, при освобождении города Каллис. Медаль «За отвагу» (25.04.1945), получил при освобождении города Бад-Фрайнвальде, за уничтожение фашистов. Орден Отечественной войны II степени (1985 г.).
9. Титов Михаил Алексеевич (1924 г.р.), мл. сержант, командир отделения автоматчиков 73 сп 154 сд. Медаль «За боевые заслуги» (04.07.1945). В Восточной Пруссии решительным наступлением в составе взвода уничтожил 15 гитлеровцев и взял в плен 65.
10. Чернявский Павел Анисимович (1924 г.р.), мл. сержант, наводчик орудия взвода 45 мм пушек 1077 стрелкового краснознамённого ордена Богдана Хмельницкого полка (1077 сп 316 сд 3 УкрФ). Медаль «За отвагу» (08.03.1945). В ходе разгрома окруженной группировки противника в Будапеште, уничтожил 16 солдат и 4 стрелковые позиции.
11. Дейнеко Лука Петрович (1901 г.р.), рядовой, ездовой миномётной роты 604 сп 195 сд 3 УкрФ. Медаль «За отвагу» (20.11.1944). В боях у села Минжир (Молдавская ССР), без перебоев снабжал расчёты боеприпасами, а 27 августа 1944 года, следуя на передовую, встретил 9 солдат противника и заставил их сложить оружие и сдаться в плен.
12. Дуброва Мария Федоровна (1925 г.р.), красноармеец, лаборантка химической лаборатории 271 отдельного ремонтно-восстановительного батальона автомобилей северной группы войск (271 орвба 2 БелФ СГВ). Медаль «За боевые заслуги» (30.07.1945). Обеспечила качественную работу литейного цеха.
13. Конопленко Иван Маркович (1921 г.р.), ст. сержант, 61 ск, заряжающий. Орден Отечественной войны II степени (16.08.1944). На войне с 1941 года. Отличился при боях по форсированию Вислы и Буга. При налёте авиации 29.07.44 года на позиции 4-й батареи героически погиб.
14. Воловик Николай Алексеевич (1926 г.р.), Орден Отечественной войны II степени (1985 г.).
15. Комков Алексей Алексеевич (1927 г.р.), Орден Отечественной войны I степени (1985 г.).
16. Ключко Михаил Андреевич (1921 г.р.), Орден Отечественной войны II степени (1985 г.).
17. Чернявский Михаил Николаевич (1921 г.р.), Орден Отечественной войны II степени (1985 г.).
18. Перемышлев Павел Тихонович (1926 г.р.), красноармеец, сапер 63 инженерно-саперного батальона 63 оис Севастопольской Краснознамённой бригады (954 сап 63 оисбр). Орден Красной Звезды (07.11.1944). Выполнял обязанности связного между командиром полка и командиром батареи. Удостоен ордена за доставку важного приказа в условиях сильного обстрела.